# ديميتري ماسكارينهاس
ديميتري ماسكارينهاس (30 أكتوبر 1977 في المملكة المتحدة - ) (بالإنجليزية: Dimitri Mascarenhas)‏ هو لاعب كريكت نيوزلندي. شارك مع منتخب إنجلترا للكريكت. أما مع النوادي، فقد لعب مع راجستان رويالز ونادي مقاطعة هامبشاير للكريكت ‏ وDorset County Cricket Club ‏ وبنجاب كينغز وHobart Hurricanes ‏ وميلبورن ستارز ‏ وفريق أوتاغو للكريكت ‏.

## وصلات خارجية
- ديميتري ماسكارينهاس على موقع إي آس بي آن كريك إنفو (الإنجليزية)